# إيرل ويلسون (لاعب كرة قاعدة)
إيرل ويلسون (بالإنجليزية: Earl Wilson) هو لاعب كرة قاعدة أمريكي، ولد في 2 أكتوبر 1934 في بونتشاتولا في الولايات المتحدة، وتوفي في 23 أبريل 2005 في ساوثفيلد في الولايات المتحدة بسبب نوبة قلبية.

## وصلات خارجية
- إيرل ويلسون على موقعبيزبول رفرنس.كوم (الدوري الرئيسي) (الإنجليزية)
- إيرل ويلسون على موقعبيزبول رفرنس.كوم (الدوري الثانوي) (الإنجليزية)
- إيرل ويلسون على موقع مشجعي الرسوم البيانية (الإنجليزية)